# Sahnitkiw
Sahnitkiw (ukrainisch Загнітків; russisch Загнитков Sagnitkow) ist ein Dorf in der ukrainischen Oblast Odessa mit 2800 Einwohnern (2015).

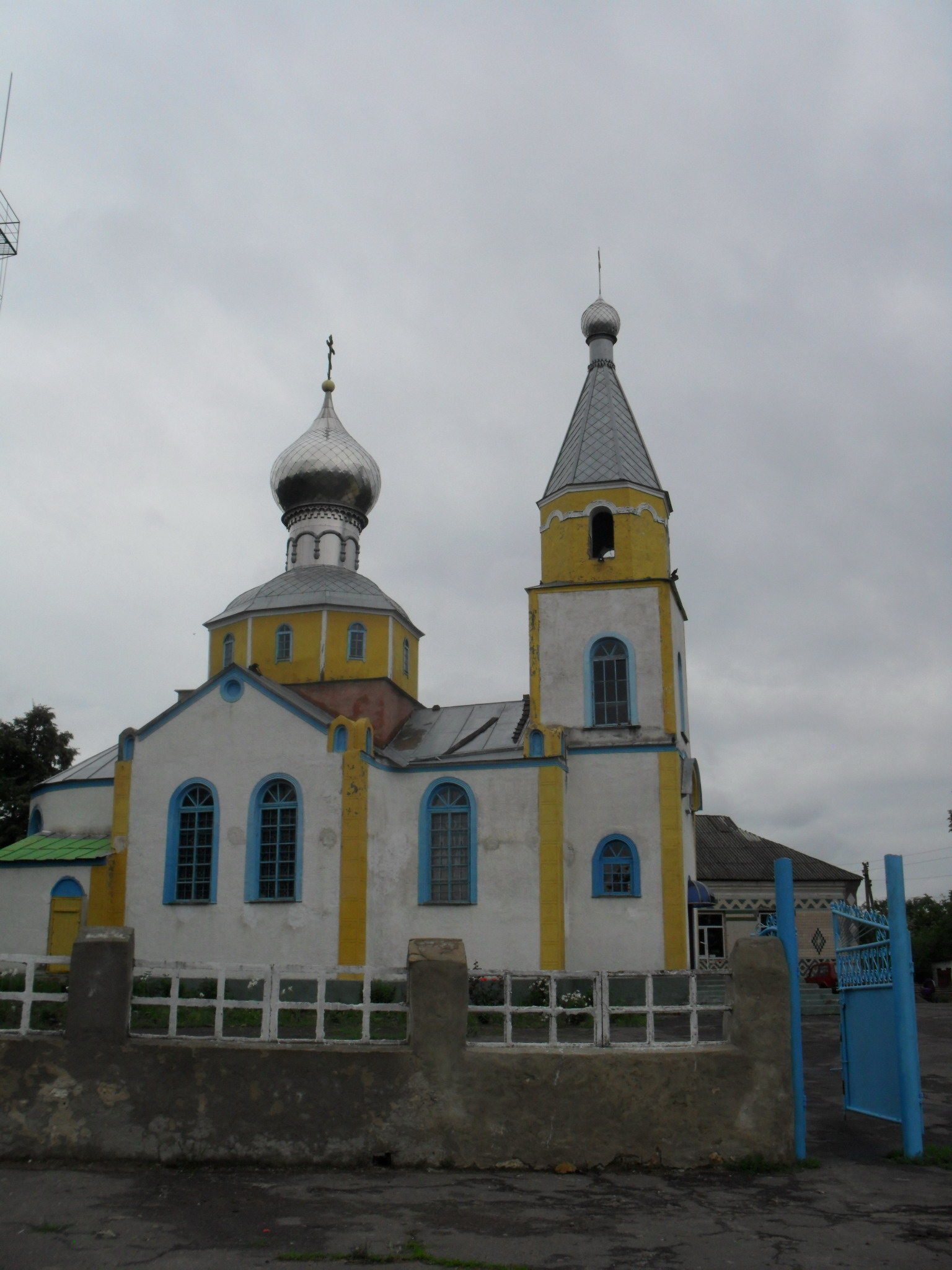
Dorfkirche

Das Mitte des 17. Jahrhunderts erstmals schriftliche erwähnte Dorf liegt im äußersten Nordwesten der Oblast an der Grenze zum, von der Republik Moldau faktisch unabhängigen Transnistrien im Westen und der Oblast Winnyzja im Norden. Sahnitkiw liegt 22 km südwestlich vom ehemaligen Rajonzentrum Kodyma und etwa 260 km nordwestlich vom Oblastzentrum Odessa entfernt.
Am 12. Juni 2020 wurde das Dorf ein Teil der Stadtgemeinde Kodyma; bis dahin bildete es die Landratsgemeinde Sahnitkiw (Загнітківська сільська рада/Sahnitkiwska silska rada) im Westen des Rajons Kodyma.
Seit dem 17. Juli 2020 ist es ein Teil des Rajons Podilsk.